# 鹿岛号训练巡洋舰
鹿岛号训练巡洋舰（日语：／ Kashima ?），是香取级训练巡洋舰2号舰，在第二次世界大战期间于大日本帝国海军服役。该舰得名自茨城县著名的神道教神社──鹿岛神宫。

## 服役史

### 太平洋战争爆发前
1940年5月31日，鹿岛号训练巡洋舰于三菱重工横滨造船厂完工。随后，她被部署在濑户内海沿岸的吴市海军基地。
1940年7月28日，鹿岛号和她的姐妹舰香取号训练巡洋舰参加了战前最后一次海军学校学生巡游，他们访问了江田島市、陸奧市、大连市、旅顺口和上海市。

### 太平洋战争初期
返回日本后不久，日本海军就把鹿岛号分配至第四舰队，让她担任第18巡洋舰队的旗舰。1941年12月1日，鹿岛号成为井上成美中将下辖的第四舰队的旗舰，并被部署在加罗林群岛的特鲁克岛。珍珠港事件发生时，鹿岛号正待在特鲁克岛。
在1942年1月23日-24日间执行的“R行动”（入侵拉包尔和卡维恩的计划）期间，鹿岛号离开特鲁克岛为日军登录船队护航。1942年2月20日，鹿岛号离开特鲁克岛参与对美国海军列克星敦号航空母舰和第11特遣舰队的追击，不过追击没有成功。
1942年5月4日，MO作战期间，鹿岛号去了拉包尔指挥作战，因而错过了珊瑚海海战。在日军成功登陆新几内亚后，鹿岛号返回特鲁克岛。
1942年7月，鹿岛号在吴市接受了改装，在此次改装中，日本海军在鹿岛号舰桥前部增设两门双联九六式25毫米高射機炮。随后，鹿岛号在1942年9月3日返回特鲁克岛并继续待命。
1942年10月8日，一场关于太平洋防御体系建设的会议在鹿岛号上召开。联合舰队参谋长宇垣缠少将和多名日本陆军官员参加爱了这次会议。
1942年10月26日，海军中将蛟岛具重男爵接管第四舰队。1943年4月1日，海军中将小林仁接手了他的职位。这期间，鹿岛号已经接到了在特鲁克岛担任警戒任务的命令，偶尔会在马绍尔群岛群岛巡逻，或是返回横须贺市进行维护。
1943年11月1日，日本海军将鹿岛号重新分配至吴港训练舰队，第四舰队旗舰之职由长良号轻巡洋舰接替。1943年11月18日，鹿岛号巡洋舰和长鲸号潜水母舰，在若月号驱逐舰和山云号驱逐舰的护卫下，离开特鲁克岛。在离港后不久，这队军舰就遭到了美国海军杜父鱼号潜艇（SS-191）的袭击，不过鹿岛号一行设法在己方无伤亡的情况下击沉了潜艇。1943年11月25日，鹿岛号抵达吴市并进入干船坞，1944年1月22日，她才从干船坞中出来。
1944年1月23日-4月15日期间，鹿岛号又在江田岛市的海軍兵學校干起了她的本职工作──做训练舰，她曾在濑户内海多次巡游。

### 太平洋战争中后期
不过，由于战争形势恶化，日本又将鹿岛号投入运输工作。在1944年5月26日到1944年7月11日间，鹿岛号一直载着兵员和补给，往来于下关到冲绳的航线上。1944年7月11日起，鹿岛号又肩负起了向台湾运输人员和物资的任务，在行动期间，她多次从鹿儿岛及吴港驶向基隆市。
1944年10月20日，美国海军刺尾鲷号潜艇（SS-306）锁定了鹿岛号巡洋舰并成功地接近了鹿岛号。不过，尽管潜艇到鹿岛号的最近距离不足2000码，但由于潜艇所载的Mk 18型鱼雷射程和速度都不足，潜艇没有攻击到鹿岛号。
1944年12月20日，鹿岛号在吴海军工厂接受了改装。在改装中，鹿岛号的鱼雷发射管被拆除，日军另行增设了两门双联40口径89式127毫米炮，四门3联九六式25毫米高射機炮，两门二式红外线联络设备，一门22式雷达，水中听音器和声呐。鹿岛号的舰尾部分被改改为最多能容纳100发深水炸弹的弹仓，后甲板上添加了8座深水炸弹投放机，2座投放轨。另外，鹿岛号上还多了8门单联96式25毫米机炮以及一座13式对空雷达。
1945年2月起，鹿岛号开始在南中国海及朝鲜附近海域执行反潜任务。1945年5月19日，在对马海峡，鹿岛号同大信丸（Daishin Maru）号货轮相撞并造成后者沉没。鹿岛号左舷一个油箱泄露并引起火灾，但她成功开到了镇海区并接受修理。随后，鹿岛号继续在朝鲜附近海域执行反潜巡逻和护航任务，直到战争结束。
1945年10月5日，鹿岛号被正式除籍。

## 战后
战后，美国政府将鹿岛号用于遣送人员。美方拆除了舰上的火炮并在甲板上建了部分舱面室。在1945年10月10日到1946年11月12日期间，香取号共12次离开日本，先后前往新几内亚，所罗门群岛，马绍尔群岛，法属印度支那，台湾，印尼，泰国和香港等地，将5800名日军士兵和战俘送回日本。
1947年6月15日-1946年11月15日，鹿岛号在长崎被解体。